# 제바흐

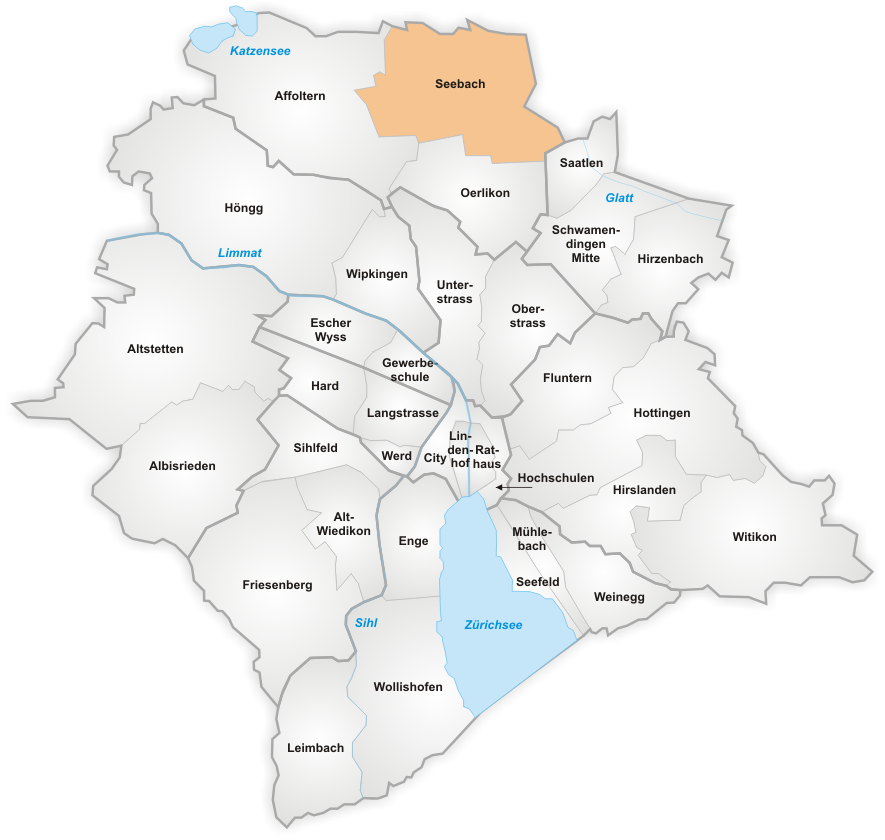
취리히의 제바흐 쿼터

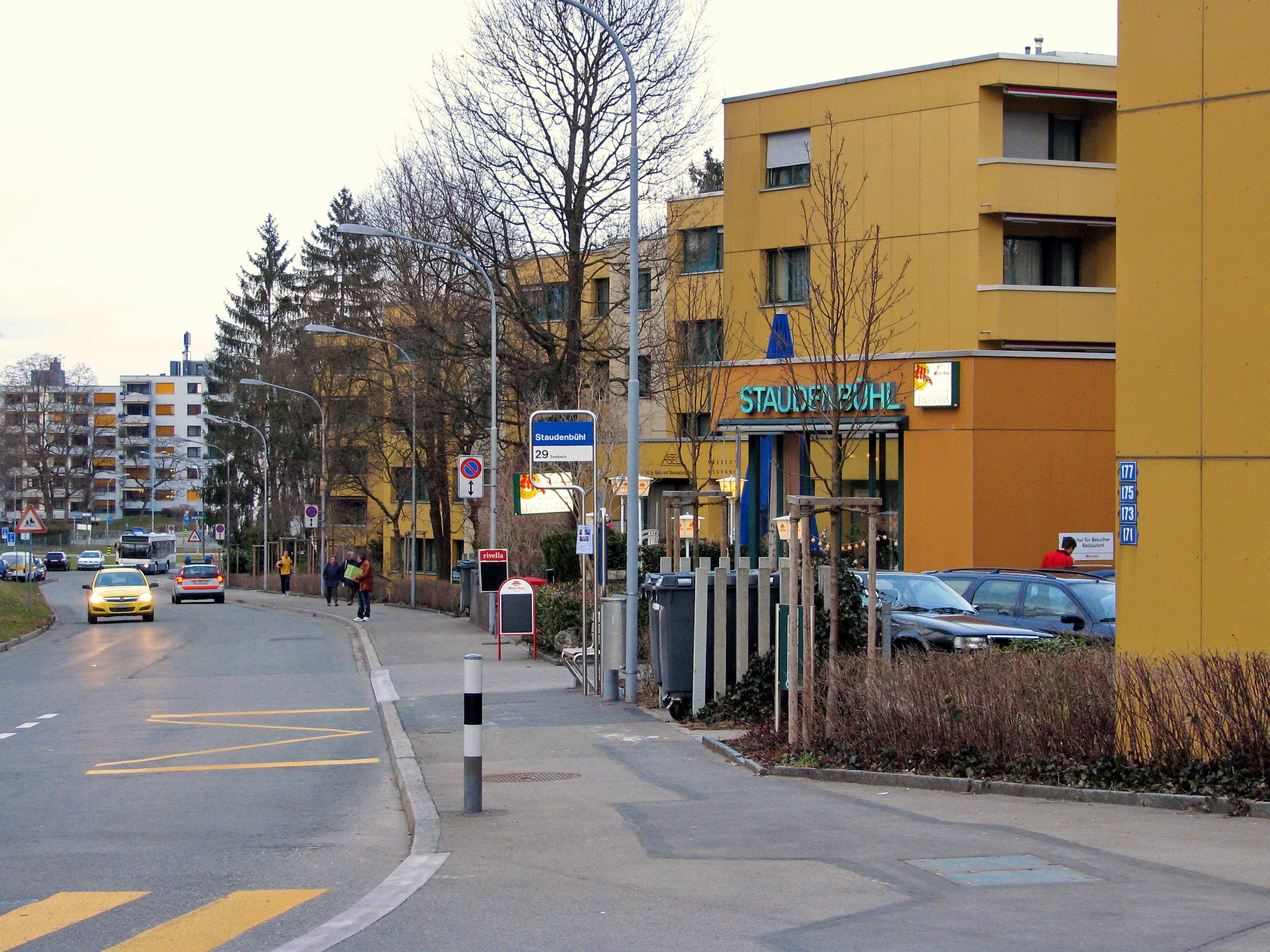
제바흐의 아파트

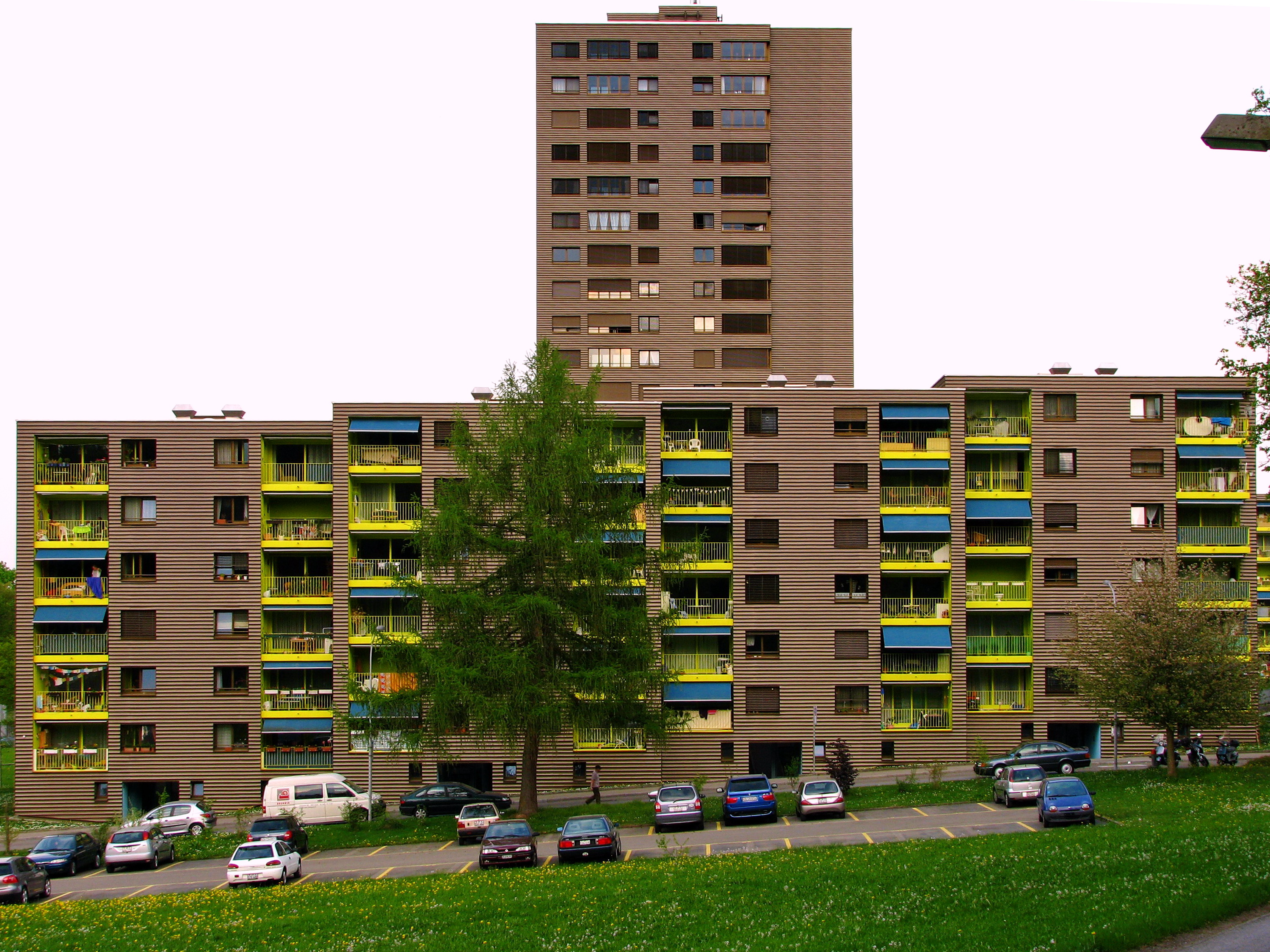
슈반덴홀츠 (제바흐)

제바흐(독일어: Seebach)는 스위스 취리히 글라트 계곡(Glattal)에 위치한 취리히 11구에 있는 쿼터이다.
이전에는 자체 지자체였지만, 1934년 취리히시로 통합되었다. 도심 지역과 달리 취리히-제바흐는 특히 발칸반도, 사하라 이남 아프리카와 인도 아대륙에서 온 수많은 이민자가 거주하는 지역으로 알려져 있다. 이 지역은 또한 일부 사회 주택 프로젝트로 유명하다. 이민자가 인구의 대부분을 차지하는 슐리렌 또는 디에티콘과 같은 취리히 주변의 교외 지역에도 유사한 인종 구성을 가진 지역이 있다.
이 분기에는 4.72km2의 면적에 19,879명의 인구가 분포되어 있다.

## 교통
취리히 제바흐역은 취리히 S-반의 서비스 S6에 있는 정류장이며, 취리히 욀리콘 및 취리히 중앙역까지 30분 간격으로 연결되어 있으며, 각각 5분과 12분이 소요된다. 이 분기는 또한 취리히 트램 시스템의 14번 라인을 통해 취리히 중심부와 연결되어 있다. 이 트램은 S-반보다 더 빈번하지만 느린 서비스를 제공한다.